# Fluclorolone
Fluclorolone là một corticosteroid glucocorticoid tổng hợp chưa từng được bán trên thị trường. Ngược lại, acetonide cyclic của fluclorolone, fluclorolone acetonide, đã được bán ngoài thị trường.